# Latin house
Genres dérivés
Tribal house, merenhouse
La latin house est un sous-genre musical de la house avec des influences de musique latine et principalement produite par des DJ portugais, roumain et espagnol. Le son est composé de beat electro, dance avec des accompagnements parfois de guitare, accordéon, et de percussions (congas par exemple),, et d'un rythme 4/4. Ce genre musical est très populaire en Amérique latine, en Europe et aux États-Unis.

## Histoire

### Origines
À la seconde moitié des années 1980, certains pionniers de descendance latino-américaine axés house donnent naissance au genre en enregistrant ces chansons en espagnol. Ces premières chansons incluent Girls Out on the Floor de Jesse Velez (1985), Amor Puertorriqueño de Raz sur D.J. International Records et Break 4 Love de Raze. La chanteuse porto-ricaine Liz Torres est également une influence importante du genre, elle qui fait paraître les versions en espagnol de ses chansons Can't Get Enough, Mama's Boy et Payback is a Bitch.

### Depuis 1990
Dans les années 1990, une nouvelle génération de producteurs de house et labels s'établissent dans le commerce. Nervous Records fait paraître Quiero Saber des Latin Kings, produit par Masters at Work, Everything's All Right des Arts of Rhythm, et Philly The Blunt de Trinidad. Strictly Rhythm engage le producteur Armand van Helden, qui fait paraître Pirates of The Caribbean Vol. III. Des chansons de certains labels incluent celle de DJ Dero (Sube), The Tribe (Go-san-do), R.A.W.' (Asuca) produit par Erick Morillo, Rare Arts (Boricua Posse), Escandalo (Mas Buena) et Fiasco (Las Mujeres) produit par Norty Cotto, et Latin Kaos (El Bandolero). À la même période (1991-1992), le natif de Chicago Pizarro produit The Five Tones, New Perspective EP, Plastica, Caliente et Perdoname. D'autres producteurs comme Ralphi Rosario et Masters at Work lancent des classiques de latin house.